# Данияров, Ибрагим
Ибрагим Данияров (1885, село Малоархангельское, Верненский уезд, Семиреченская область, Туркестанский край, Российская империя — неизвестно, Джамбулская область, Казахская ССР) — старший табунщик колхоза «15 лет Казахской СС» Красногорского района, Джамбулская область, Казахская ССР. Герой Социалистического Труда (1948).

## Биография
Происходит из рода жаныс племени дулат Родился в 1885 году в крестьянской семье в селе Малоархангельское (сегодня — Сулутор Кордайского района) Верненского уезда.
С раннего возраста трудился в сельском хозяйстве; пас скот богатых баев. Во время коллективизации в 1930 году вступил в сельскохозяйственную артель «Оним», которая позднее была преобразована в колхоз «15 лет Казахской ССР» Красногорского района. Показывал высокие трудовые результаты в животноводстве, занимая передовые позиции среди табунщиков Красногорского района. В 1935, 1937 и 1939 годах участвовал в республиканских съездах колхозников. В 1941 году его кандидатура была утверждена колхозным руководством для участия во Всесоюзной выставке ВСХВ в Москве.
В 1947 году вырастил при табунном содержании 87 жеребят от 87 кобыл. Указом Президиума Верховного Совета СССР от 23 июля 1948 года удостоен звания Героя Социалистического Труда за «получение высокой продуктивности животноводства в 1947 году» с вручением ордена Ленина и золотой медали «Серп и Молот» (№ 2472).
Этим же указом званием Героя Социалистического Труда был награждён председатель колхоза «15 лет Казахской ССР» Тилеубай Кожахметов.
Трудился в колхозе до выхода на пенсию в 1956 году. Проживал в Джамбулской области. Дата смерти не установлена.
Награды
- Герой Социалистического Труда
- Орден Ленина
- Отличник сельского хозяйства (1955)